# Satoru Mochizuki
Satoru Mochizuki (n. 18 mai 1964) este un fost fotbalist japonez.

## Statistici
| Japonia | Japonia | Japonia |
| An      | Meciuri | Goluri  |
| ------- | ------- | ------- |
| 1988    | 3       | 0       |
| 1989    | 4       | 0       |
| Total   | 7       | 0       |